# Arroyito (Córdoba)
Arroyito es una ciudad y municipio en el departamento San Justo de la provincia de Córdoba. Se ubica hacia ambos lados de la Ruta Nacional 19, a 115 km al este de la capital provincial, y a 95 km al oeste de San Francisco. Limita al norte con La Tordilla, al sur con Sacanta, al este con El Fuertecito, y al oeste con La Curva. También se la conoce como «La Dulce Ciudad del País».
El surgimiento de Arroyito es incierto, ya que nunca se fundó con la intención de que se expandiera y convirtiera en la ciudad que es hoy, de hecho no posee acta de fundación. Su primer censo de población en 1778 registró un pasado de aborígenes, criollos, esclavos e inmigrantes.

## Toponimia

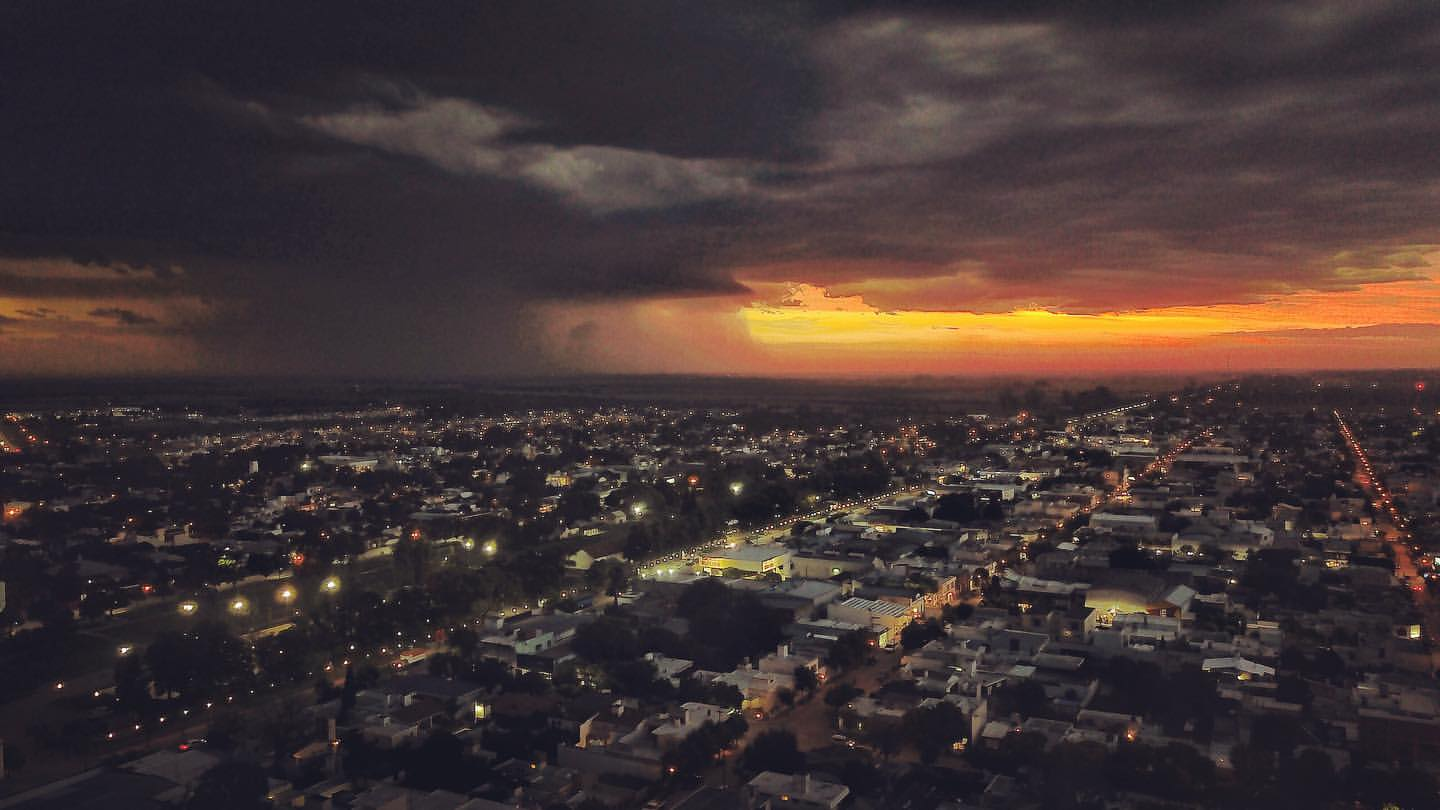
Vista aérea de un atardecer en Arroyito.

Arroyito debe su nombre a un arroyo que ingresaba por el sector sur. El curso madre serpenteaba de oeste a este, cruzaba una depresión en el terreno llamado Laguna de don Gerónimo Lario, continuaba por el oeste de la Capilla Histórica, para finalmente desembocar en el cauce del río Xanaes. Este arroyo, hoy desaparecido, tenía su origen en las vertientes y lluvias de los parajes sureños de Arroyo de Álvarez y Los Manantiales, al sudeste de Villa del Tránsito.
Los primeros registros se referían a este asentamiento como paraje del Arroyito, o simplemente El Arroyito. Posteriormente no se nombraría más a la urbe anteponiendo el artículo «el».

## Historia

### Orígenes y asentamientos
De acuerdo a investigadores y estudiosos de las culturas precolombinas, los sanavirones fueron los primeros habitantes de estas tierras, a las que llamaban Inisacate o Intisacate. La zona presentaba desniveles, y las partes bajas sufrían las consecuencias del desborde del nuevo curso del río Xanaes en primavera y verano.
Si bien Arroyito no cuenta con acta ni carta fundacional, el documento más antiguo que lo menciona es un primer empadronamiento realizado el 23 de noviembre de 1778 por José Domingo Mercado, en nombre del virrey Juan José de Vértiz y Salcedo, el cual arrojó un total de 220 habitantes y 34 viviendas para la incipiente aldea. Este caserío ubicado en un sector elevado de la región se denominaba Villa Arroyito, y fue donde el soldado español José Ignacio Urquía erigió un templo en honor a la Virgen de la Merced poco tiempo después.
Según el censo nacional de 1869, el pueblo apenas había superado su primer registro poblacional, con 228 habitantes.
A fines de 1885, el gobernador de Córdoba Gregorio Gavier firmó contrato con el británico Santiago Temple para la construcción de un ferrocarril que conectara la ciudad de Córdoba con el naciente San Francisco. La obra se concretó en 1888, y la primera locomotora pasó por Arroyito en octubre de ese año. Esta línea férrea no sólo posibilitó el surgimiento de las primeras industrias y la llegada del correo postal al pueblo, sino que obligó a los habitantes de Villa Arroyito a instalarse cerca de la estación, zona que se conoció como Estación Arroyito. Con el tiempo, ambos asentamientos se unieron, y el cementerio local quedó en el medio hasta ser trasladado a su ubicación actual.

### Sigloxx
La oficina del Registro del Estado Civil comenzó a funcionar en 1905, siendo Juan Maldonado Vaz su primer oficial encargado.
Mediante el decreto firmado por el gobernador José A. Ortiz y Herrera en 1909, se creó una comisión de fomento en Arroyito, fijándose una población de dos mil habitantes al municipio y otorgándole facultades para dictar su propia carta orgánica (no sancionada hasta fines de la década de 1990). Esta primera comisión de fomento fue precedida por Ramón V. Tejerina como presidente de la misma. En 1922, el gobernador Julio A. P. Roca decretó la creación de una municipalidad en el pueblo. Al año siguiente, se efectuaron las primeras elecciones para intendente, donde el doctor Gregorio J. Careto resultó electo por unanimidad.
En 1938, el diputado provincial Manuel Serra presentó un proyecto para dividir el departamento San Justo en dos y crear uno nuevo, el Mariano Moreno, en el cual Arroyito sería su cabecera. Dicho proyecto nunca fue aprobado.
En 1969, se aprobó el proyecto para la pavimentación de las calles del radio urbano de Arroyito. En 1970, se concluyó con el pavimento de la primera calle: Bartolomé Mitre, entre la avenida Fulvio Salvador Pagani y calle Manuel Belgrano.
Durante el gobierno provincial de facto de Adolfo Sigwald en 1981, conforme con el artículo 1.º de la Ley Provincial 4778, se elevó a la localidad de Arroyito a la categoría de ciudad tras superar los diez mil habitantes.
En 1986, el intendente municipal José Bertone encargó el diseño y construcción de un monumento que simbolizara el origen de Arroyito, en el que se establecieran en tres murales los pilares sobre los que se basó el crecimiento del pueblo: el hachero, el agricultor y la industria. La magnánima obra fue realizada íntegramente por ciudadanos del lugar, y finalmente se inauguró el 21 de septiembre.

## Gobierno y administración

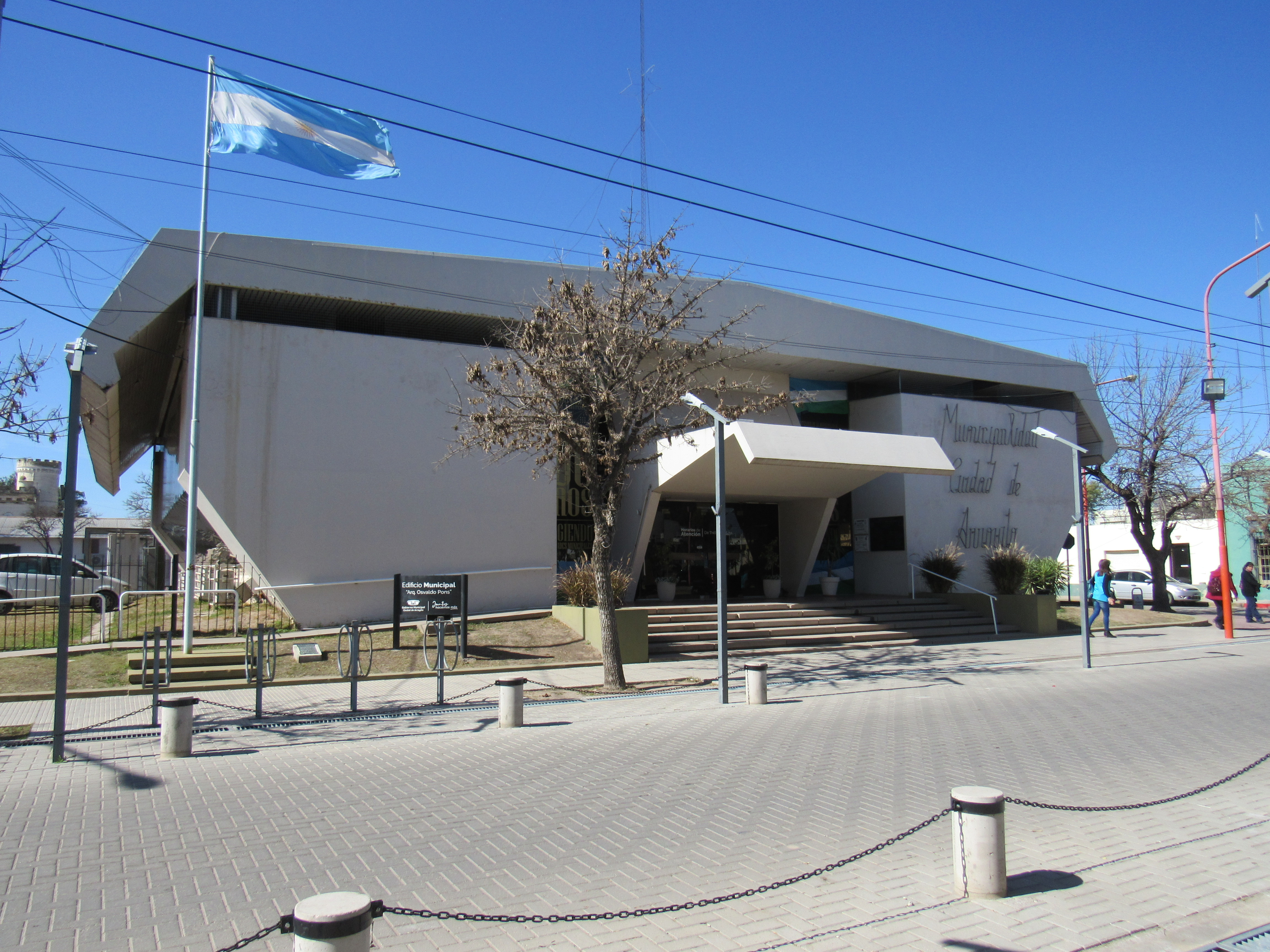
Edificio municipal.

La administración gubernamental de Arroyito se divide en dos departamentos, ejecutivo y deliberativo, ambos con sede en la calle Rivadavia 413, en el centro de la ciudad. Por su parte, el departamento ejecutivo es ejercido por un ciudadano con el título de intendente, elegido por el voto popular cada cuatro años con derecho de una única reelección inmediata. El actual intendente es Gustavo Ariel Benedetti, reelecto el 25 de junio de 2023 con el 45,5% de los votos escrutados, acompañado de su viceintendenta María José Espósito.
El departamento deliberativo está integrado por ciudadanos con el título de concejal, el cual está presidido por el viceintendente en ejercicio, en el rol de presidente del concejo. Actualmente, el Honorable Concejo Deliberante de Arroyito cuenta con nueve concejales, tres de los cuales se jerarquizan en presidente provisorio, vicepresidente primero y vicepresidente segundo.
El municipio de Arroyito cuenta además con su propia carta orgánica, la cual vio la luz el 9 de septiembre de 1998. Su confección fue tarea de una Convención Municipal Constituyente, electa en octubre de 1997, en la que el Partido Justicialista resultó ganador.

## Economía
En sus comienzos, la principal actividad económica de Arroyito era la explotación forestal, ya que la región se caracterizaba por la presencia de tupidos bosques de algarrobos y espinillos, utilizados en gran escala para producir madera y leña. Por un lado, Rafael Bianchi, y por otro, Baltasar Dalle Mura, ambos inmigrantes italianos de la región de Toscana, que arribaron a la Argentina a fines del siglo xix, instalaron los dos más grandes aserraderos del momento. Era tal la importancia de Dalle Mura, que hasta el ferrocarril tenía un desvío hacia su aserradero, debido a la gran demanda en esa época de adoquines de madera para construcción de calles.

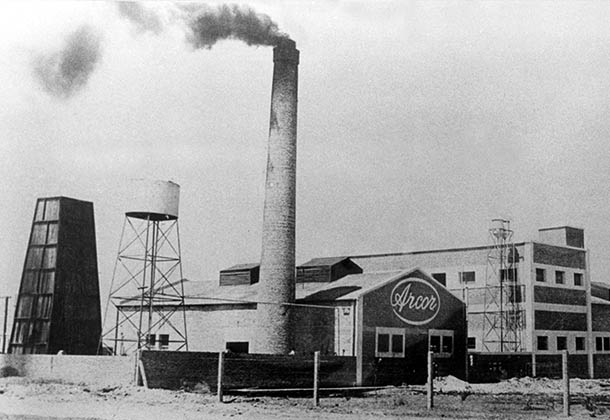
Primera planta de la fábrica Arcor, en 1958.

Mientras los aserraderos realizaban su trabajo, los campos iban quedando limpios y aptos para el cultivo. Los demás habitantes eran los responsables de aprovecharlos, canalizando la tarea a través de la formación de una colonia agrícola y ganadera, lo cual fue de repercusión positiva en la economía local y regional. Sin embargo, la crisis de 1929 atentó contra la materia prima del pueblo que daba sustento a los aserraderos, por lo que tuvieron que cerrar. Esto llevó a la decadencia y emigración.
Hacia mediados de 1950, un grupo de jóvenes emprendedores liderado por Fulvio Salvador Pagani deciden asociarse para instalar una fábrica de caramelos. Su sueño de ofrecer a los consumidores del mundo productos de calidad a un precio razonable se hizo realidad con la inauguración de la primera planta de golosinas el 5 de julio de 1951 en un galpón cedido por el señor Marcelino Bernardi. Así nació Arcor, y Arroyito comenzó un definitivo nuevo despertar, por lo que la necesidad de mano de obra volvió a ser la convocante y provocó un incremento de población muy notable.
Poco más de una década después, en 1962, Elvio Eladio Riba junto a su hermano Héctor Evaristo y su cuñado Lino Mateo Farchetto, con el apoyo de su padre Evaristo Domingo, fundaron Dulcor, una empresa familiar dedicada a la manufactura de dulces y mermeladas.
En 1979, se concretó el proyecto de Milar, una joint venture entre Laboratorios Milles y la fábrica Arcor dedicada a la producción de catalizadores enzimáticos. Fue comprada por Genencor en 1996, luego adquirida por Danisco en 2005, y actualmente es propiedad de DuPont desde 2011.
En 1995, nació la industria especializada en productos plásticos y servicios de matricería Promar SH.

## Demografía
Arroyito posee una población de 28 007 habitantes según el censo nacional de 2022 (sin incluir la zona rural de influencia de los parajes El Fuertecito y La Curva), lo que representa un incremento del 26,5% aproximadamente respecto a los 22 796 habitantes registrados durante el censo anterior. Esto la posiciona como la segunda ciudad más poblada del departamento San Justo después de la cabecera departamental, y en el puesto 15.º a nivel provincial.
| Gráfica de evolución demográfica de Arroyito entre 1869 y 2022 |
|                                                                |

## Educación
La educación en Arroyito responde al sistema educativo argentino: obligatoria entre los 4 y los 18 años de edad. Posee seis jardines de infantes, siete escuelas primarias y cinco escuelas secundarias.
En cuanto a los estudios superiores, ofrece dos institutos de capacitación docente, una extensión áulica de la Facultad Regional San Francisco (que pertenece a la Universidad Tecnológica Nacional), un centro de aprendizaje universitario de la Universidad Siglo 21, y una de las universidades populares impulsadas por la Universidad Nacional de Córdoba.
Según los datos recopilados por el INDEC en el censo nacional del 2010, el porcentaje de analfabetismo en Arroyito era del 1,5%, y el de adultos sin educación superior era del 85%.

## Cultura e idiosincrasia

### Religión y culto

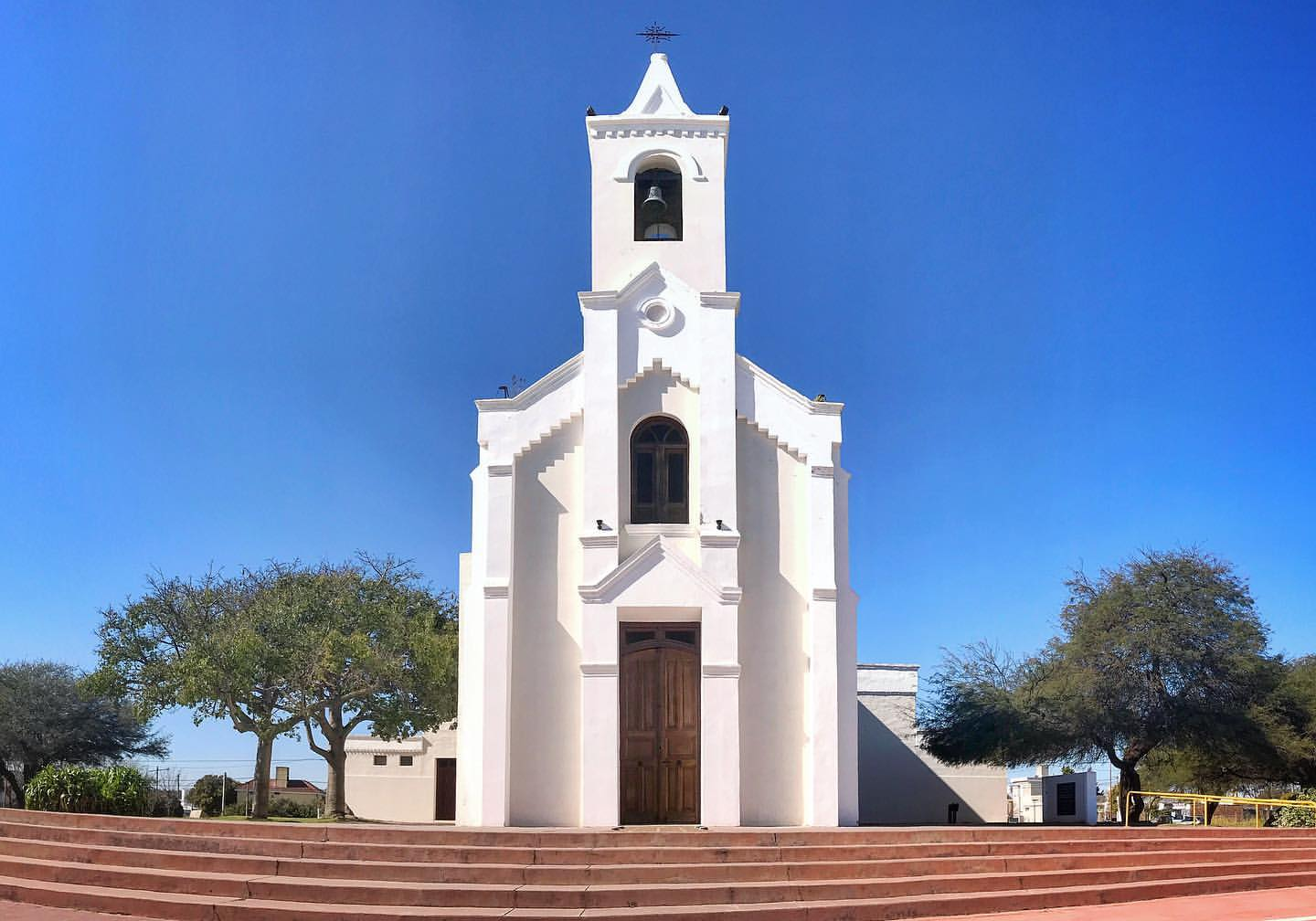
Capilla Histórica de San Cayetano.

Conforme con el artículo 14.º de la Constitución Nacional, Argentina adhiere a la libertad de culto, tanto para habitantes como para extranjeros, aunque el gobierno federal sostenga el culto católico apostólico romano. Arroyito no es ajeno a esto.
La Capilla Histórica de San Cayetano es el templo más antiguo de la ciudad, cuya construcción se concretó en 1790, aunque inicialmente esta capilla veneraba a la advocación de la Virgen de la Merced. Años después, en 1967, se trasladó la imagen mariana a una iglesia parroquial que pronto adoptaría su nombre, ubicada en el microcentro arroyitense. En el 2000, Arroyito fue declarada «Ciudad de María» por el obispo de San Francisco Baldomero Martini, y cuenta en su acceso oeste con un monumento a la Virgen, como símbolo de la fe cristiana del lugar.
Además de la capilla histórica y la iglesia parroquial, la ciudad cuenta en el sector sur con una capilla-iglesia en honor a San José Obrero, construida en 1957 y consagrada un año después, y otro templo inaugurado en 2018 que homenajea a San José Gabriel Brochero.
Otros sitios de culto católico y ermitas se distribuyen por la ciudad, como San Expedito, el Divino Niño Jesús y distintas advocaciones marianas (Fátima, Lourdes, Luján, Medalla Milagrosa, Schönstatt, Valle).

### Festividades

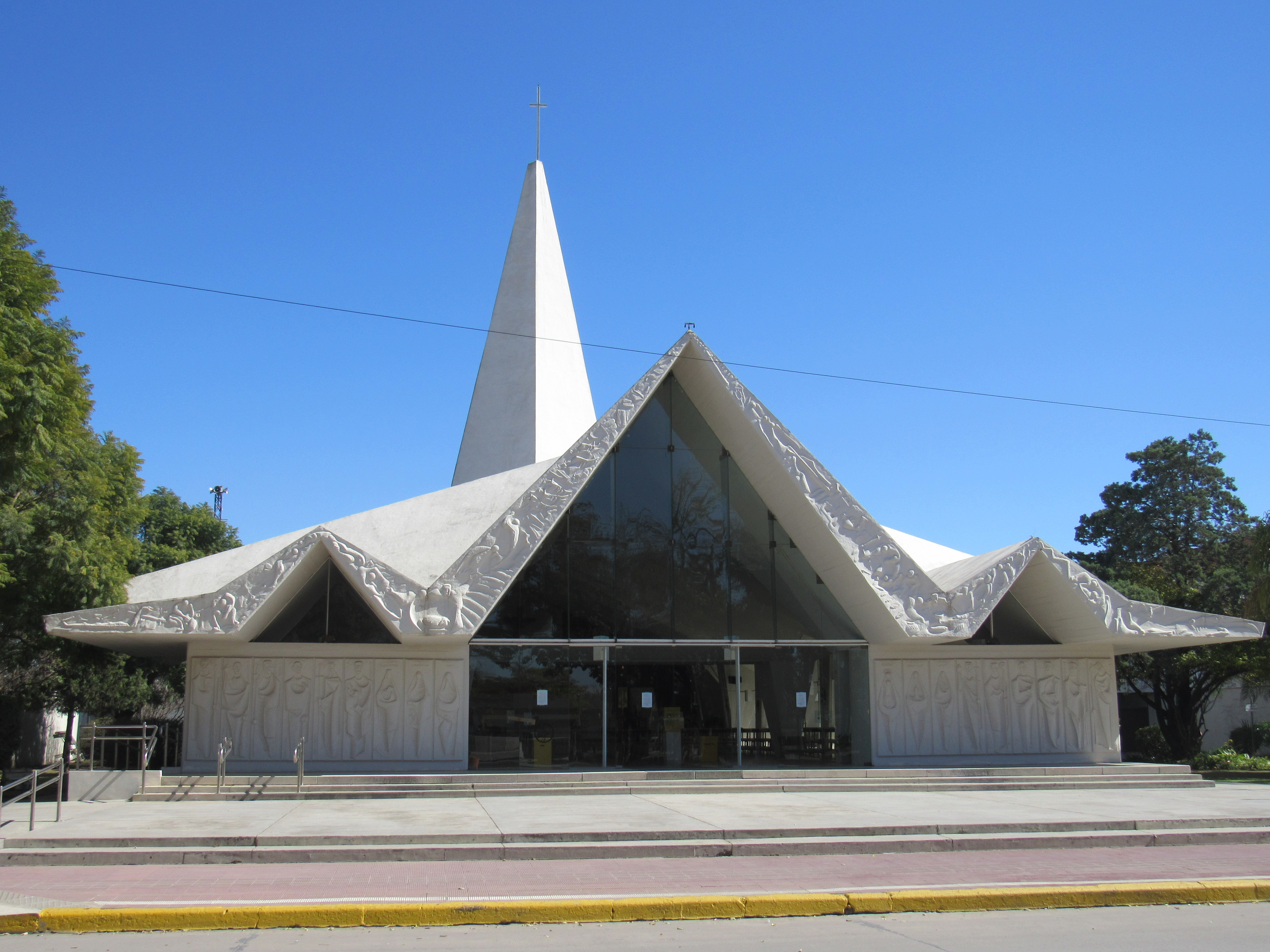
Iglesia Parroquial de Nuestra Señora de la Merced.

Entre sus fechas más importantes, Arroyito conmemora su origen el 23 de noviembre, y la festividad en honor a su santa patrona, Nuestra Señora de la Merced, cada 24 de septiembre. Una solemne novena precede esta fiesta patronal, que concluye con una misa central sobre la explanada de la parroquia homónima y una procesión sobre las calles céntricas, acompañadas de números artísticos, desfiles de agrupaciones gauchas y puestos gastronómicos y de artesanías que rinden pleitesía a la Santa Madre.
Además de su fiesta patronal, la ciudad también realiza los festejos en honor a San José Gabriel Brochero, San José Obrero y San Cayetano, el 16 de marzo, 1 de mayo y 7 de agosto, respectivamente, aunque son de menor concurrencia.
Desde 2014, Arroyito celebra la «Fiesta Nacional de la Dulce Ciudad» en el mes de noviembre. Esta fiesta popular surgió en reivindicación de lo que era la Semana de Arroyito, por lo que suele coincidir con los festejos del día de su origen, aunque no de manera excepcional. Durante la pandemia de COVID-19, las ediciones de 2020 y 2021 no se realizaron. En 2023 tampoco se realizó.

### Deportes

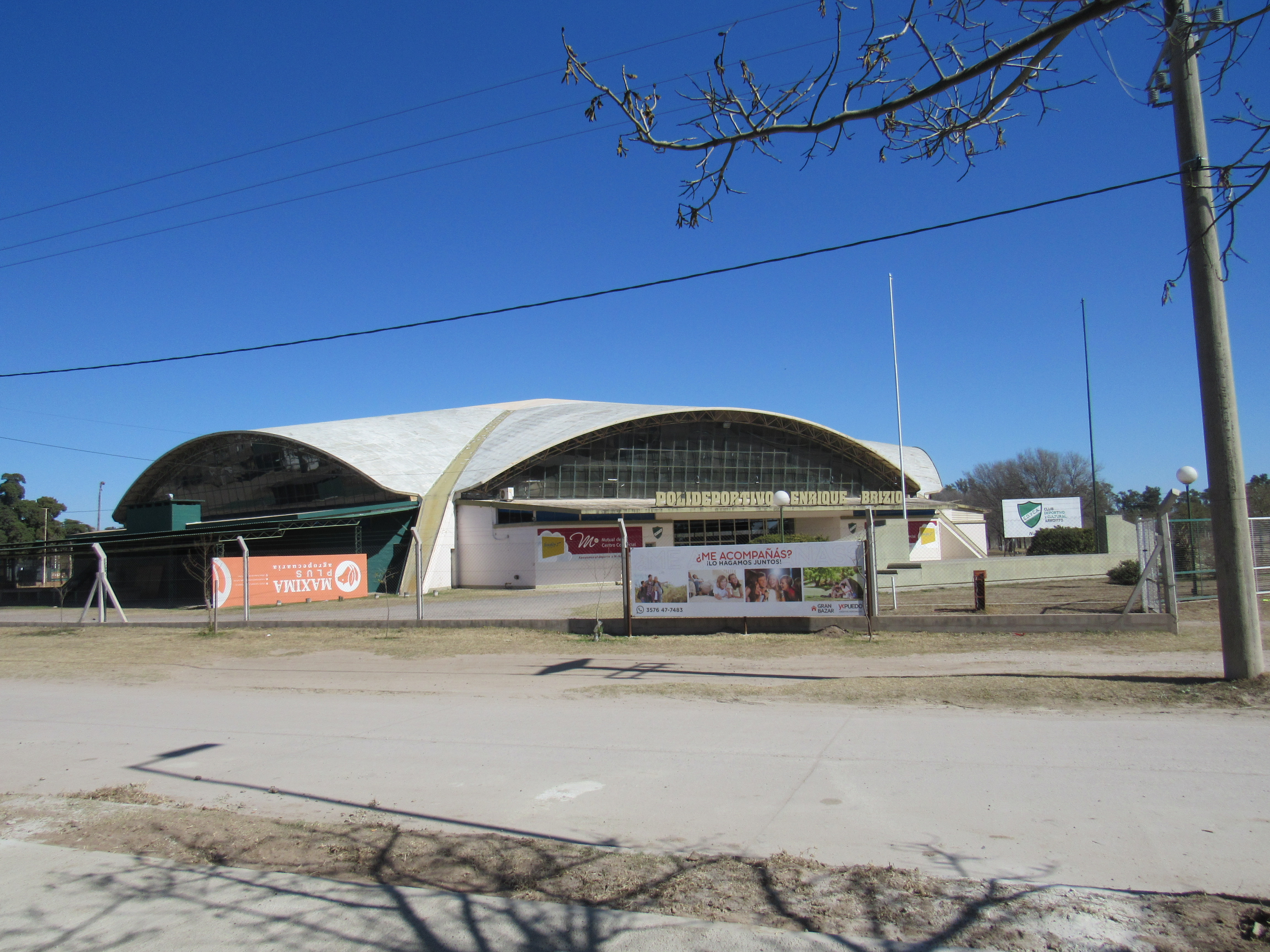
Cúpula "Enrique Brizio" en el Polideportivo CDyCA.

En Arroyito se practican variadas disciplinas deportivas. El piragüismo es un deporte que despierta mucha atracción en los arroyitenses. Cada año, durante el mes de febrero, se realiza el «Desafío del Xanaes», en el que cientos de participantes compiten en sus piraguas, kayaks y canoas desde Villa del Rosario hasta Arroyito a través del río Xanaes. En las últimas ediciones, se anexaron a este evento la competencia en las disciplinas de ciclismo de montaña y motocross en cuatriciclos.
Por otra parte, el fútbol también es, al igual que en la mayor parte del país, muy popular. Sus exponentes más importantes son el Club Sportivo 24 de Septiembre (CS24S) y el Club Deportivo y Cultural Arroyito (CDyCA). Otros deportes de gran popularidad son el baloncesto, bochas, boxeo, hockey, karate, rugby, tenis y voleibol. Además posee un parque municipal de skateboarding y ciclismo BMX.

### Personalidades destacadas
- Alberto Caturelli (1927-2016), filósofo y profesor universitario
- Augusto Schott (2000), futbolista

## Ciudades hermanadas
- Verzuolo, Italia (2003)[22]